# أوغست أوينجير
أوغست أوينجير (بالألمانية: August Auinger)‏ هو متسابق دراجات نارية نمساوي. نافس في سباقات بطولة العالم لفئة 250 سي سي ولفئة 125 سي سي ولفئة 50 سي سي. أفضل سنة له كانت 1985 عندما حقق فيها المركز الثالث في بطولة العالم لفئة 125 سي سي.

## روابط خارجية
- أوغست أوينجير على موقع MotoGP.com (الإنجليزية)